# Freddy vs. Jason
Freddy vs. Jason ist ein Horrorfilm von Ronny Yu aus dem Jahr 2003. Es handelt sich um ein Crossover der Filmreihen Nightmare On Elm Street und Freitag der 13. In den Titelrollen werden die beiden Titanen des Schreckens, der Psychopath Freddy Krueger, verkörpert von Robert Englund und der ebenso legendäre Verrückte Jason Voorhees (Ken Kirzinger) wieder zum Leben erweckt. Monica Keena, Jason Ritter, Kelly Rowland und Chris Marquette sind in den weiteren Hauptrollen besetzt.

## Handlung
Der entstellte Serienmörder Freddy Krueger schmort buchstäblich in der Hölle und gerät in der Elm Street in Vergessenheit. Um wieder zu Kräften zu kommen, beeinflusst er seinen Mörderkollegen Jason Voorhees. Jason geht in die Elm Street und ermordet einen Jugendlichen. Schnell glaubt die Polizei, dass Freddy Krueger zurück sei, und Freddy kehrt in die Träume der Elm-Street-Kinder zurück. Doch noch ist es ihm nicht gegeben wieder morden zu können. Die inzwischen in der Elm Street lebenden Kinder kennen Freddy nicht und haben daher auch keine Angst vor ihm.
Jason mordet inzwischen weiter. Durch die Gespräche der Erwachsenen bekommen die Kinder auch den Namen „Freddy“ zu hören, so dass dieser wieder die Möglichkeit hat, in den Träumen der Jugendlichen aufzutauchen. Als Jason dann jedoch ein schlafendes Mädchen tötet, das in seinen Träumen gerade unter Freddys Bedrohung leidet, und ihm so ein mögliches Opfer wegnimmt, beginnt ein Kampf, in dem einer dem anderen in seiner Bösartigkeit nichts nimmt. Freddy dringt in Jasons Träume ein und sucht dort nach dessen Ängsten. Währenddessen versuchen Lori Campbell, Will Rollins, Charlie Linderman und Kia Waterson, die letzten Überlebenden einer Gruppe, die die Legenden Freddy und Jason bekämpfen wollen, diese zum Crystal Lake zu bringen, wo sie dann einen ausgeglichenen Kampf führen könnten.
Freddy hat inzwischen herausgefunden, dass Jason Angst vor dem Ertrinken hat, und nutzt dies aus. Jason scheint in seinem Traum zu ertrinken, wird aber von Lori, die in den Traum eindringen kann, gerettet. Am Crystal Lake kommt es dann zum finalen Kampf. Lori schafft es, Freddy in die Realität zu ziehen, und Jason und Freddy kämpfen mit allen Mitteln gegeneinander. Lori und Will jagen die beiden dann in die Luft – Jason scheint besiegt, doch Freddy taucht wieder aus dem Wasser auf. Bevor er noch mit Jasons Machete zuschlagen kann, rammt ihm Jason seinen abgerissenen Arm von hinten in den Körper. Freddy geht daraufhin in die Knie, und Lori köpft ihn mit Jasons Machete. Jason und Freddy fallen in den See und versinken. Die beiden letzten Überlebenden scheinen gerettet zu sein.
Am Ende steigt Jason im Nebel des Morgens aus dem See. Er hält Freddys Kopf in der Hand, der dem Zuschauer zuzwinkert.
Alternatives Ende (nur auf der DVD-Version zu sehen, mittlerweile aber auch im Bonusmaterial der Blu-ray Disc):
Lori und Will haben zwei Monate später ein Schäferstündchen, wobei sie sich vorher kurz über die vergangenen Geschehnisse austauschen. Mitten im Liebesspiel keucht Lori schmerzerfüllt auf. Da fährt Will hoch, grinst wie Freddy und packt Lori am Hals. Er hält seine rechte Hand hoch, aus deren Fingern die Klingen von Freddys Klauenhandschuh wachsen, und schlägt zu. Unter Freddys Lachen endet der Film.

## Produktion

### Titel und Besetzung
Bei dem englischen Untertitel A Nightmare On Friday The 13th handelt es sich um eine Kombination der englischen Titel der einzelnen Filmreihen der Horror-Protagonisten, also aus Freddys A Nightmare on Elm Street und Jasons Friday the 13th. Das Duell Freddy vs. Jason wird in Jason Goes to Hell – Die Endabrechnung (1993) angekündigt: Freddys Klauenhand holt sich am Ende des Films Jasons Maske. Yu erzählte später in einem Interview, das New Line Cinema den Größenunterschied gegenüber Robert Englund (1,78 m), der Freddy Krueger spielte, als eine Art „David gegen Goliath-Effekt“ noch eklatanter herausstellen wollte und deshalb Ken Kirzinger (1,96 m) engagiert wurde. Etliche Genre-Fans waren enttäuscht, andere wiederum waren von der Darstellung Kirzingers als Jason sehr beeindruckt und fanden ihn besser als den ehemaligen Darsteller Kane Hodder (1,91 m). Kane Hodder zeigte sich sehr enttäuscht über diese Entscheidung.
Kelly Rowland, ein Mitglied der Band Destiny’s Child, spielt im Film die Rolle der Kia, die fast bis zum Ende überlebt. Ken Kirzinger spielte bereits im Film Freitag der 13. Teil VIII – Todesfalle Manhattan mit. Er ist dort als Barbesitzer zu sehen, der von Jason in den Spiegel geworfen wird.

### Schwierigkeiten, Schlussszenen
Nachdem das Drehbuch längst vollendet worden war, fehlte New Line Cinema das nötige Geld, den Film zu produzieren. Mit der Riesenproduktion von Der Herr der Ringe hatte das Studio sich übernommen und nun kein Geld mehr. Die Ring-Trilogie wurde bekanntlich zu einem weltweiten Erfolg, sodass genug Geld da war, um den Film, der das Aufeinandertreffen von Krueger und Voorhees zeigt, drehen zu können. Eine Fortsetzung war lange in Planung. Mit dabei sein sollte der aus der Tanz-der-Teufel-Trilogie bekannte Hauptcharakter Ash. Der Film liegt auf Eis, zu diesem Duell existieren jedoch einige Comics.
Geplant war, den Film mit drei verschiedenen Schlussszenen in die Kinos kommen zu lassen: In einer sollte Freddy als Sieger hervorgehen, und in einer anderen Jason. In der dritten angedachten Version sollte keiner von beiden siegen. Man entschied sich für die letztgenannte Version, da man nicht riskieren wollte, die Fans des einen oder anderen zu enttäuschen. Ein alternatives Ende sah eine Liebesszene zwischen Lori und Will vor, in der Will aber von Krueger „besessen“ ist und Lori demgemäß töten will. Dieses Ende gefiel weder Ronny Yu noch Robert Englund und so beließ man es beim Ende, in dem Jason mit Freddys noch lebendem Kopf dem Crystal Lake entsteigt. Das alternative Ende ist auf der 2-Disc-Edition-DVD enthalten. Eine weitere Planung sah so aus, dass der Film in der Hölle endet, wo sich Freddy und Jason angekettet gegenüberstehen. Pinhead (aus der Hellraiser-Reihe) sollte hinzukommen, um sich zu erkundigen, welche Probleme es gebe. Da der Auftritt Pinheads zu hohe Kosten (Tantiemen) verursacht hätte, wurde davon Abstand genommen.

### Hintergrund
Der Nachrichtensender, der in der Psychiatrie läuft, heißt KRGR, eine Abwandlung von „Krueger“, bei der die Vokale weggelassen wurden.  Als sich die Jugendlichen nach den ersten Morden von Jason Voorhees morgens wieder in der Schule begegnen, schildert Kia, verkörpert von Schauspielerin Kelly Rowland, die örtliche Polizei würde Blake Mueller, dargestellt von Schauspieler David Kopp, die Schuld an den Morden zuweisen, um „so eine Columbine-Sache daraus zu machen“. Dabei bezieht sich Kia auf den Amoklauf an der Columbine High School am 20. April 1999. Eine frühe Drehbuchversion verlegte den Anfang des Films ins Mittelalter.
Insgesamt wurden etwa 1.200 Liter Filmblut verbraucht. Im Herbst 2005 wurde der Film „wegen seiner 86 Aufspießungen, 20 abgetrennten Gliedmaßen und 14 tödlichen Stromschläge“ von FamilyMediaGuide zum bisher blutigsten Horrorfilm gekürt.

### Soundtrack
Der gleichnamige Soundtrack zum Film erschien am 11. August 2003 über die auf unterschiedlichste Spielarten des Heavy Metal und Hard Rock spezialisierte Plattenfirma Roadrunner Records. Außerdem wurde der von Graeme Revell komponierte Score bei Varèse Sarabande veröffentlicht.
1. How Can I Live* – Ill Niño (3:18)
2. When Darkness Falls* – Killswitch Engage (4:02)
3. Beginning of the End* – Spineshank (3:32)
4. Sun Doesn’t Rise* – Mushroomhead (3:16)
5. Condemned Until Rebirth* – Hatebreed (2:07)
6. Snap* – Slipknot (2:42)
7. Army of Me* – Chimaira (4:21)
8. The After Dinner Payback* – From Autumn To Ashes (2:50)
9. Leech* – Sevendust (4:30)
10. Bombshell – Powerman 5000 (3:14)
11. Welcome to the Strange* – Murderdolls (4:19)
12. Out of My Way* – Seether (3:51)
13. Inside the Cynic* – Stone Sour (3:23)
14. Swinging The Dead* – DevilDriver (3:38)
15. The Waste* – Sepultura with Mike Patton (3:39)
16. Middle of Nowhere – The Blank Theory (4:05)
17. Ether – Nothingface (3:43)
18. Trigger – In Flames (4:56)
19. 11th Hour – Lamb of God (3:44)
20. (We Were) Electrocute – Type O Negative (6:49)

* Neu veröffentlichte Songs

## Veröffentlichung
Der Film hatte in den Vereinigten Staaten am 13. August 2003 Premiere. Im selben Jahr lief er in folgenden Ländern an: Kanada, Vereinigtes Königreich, Irland, Puerto Rico, Israel, Island, Thailand, auf den Philippinen (Manila und Davao), in Singapur, in Mexiko, Peru, Kolumbien, Schweden (Lund Fantastisk Filmfestival Copenhagen), Argentinien, im Libanon, in den Vereinigten Arabischen Emiraten, in Spanien, Italien, Japan, Australien, Panama, Südafrika, Finnland (Night Visions Film Festival), in der Schweiz (Französisch sprechende Region und Deutsch sprechende Region), in Frankreich, in Chile, Brasilien, China, Portugal, in Bahrain, Kasachstan, Dänemark, Belgien, in Neuseeland, Venezuela, Russland, Ägypten und in der Ukraine, 2004 in Paraguay, Uruguay, Taiwan, Griechenland (DVD-Premiere), Indonesien, Norwegen (Videopremiere), in der Türkei, in Ungarn (DVD-Premiere), in Indien, Polen (DVD-Premiere), Südkorea, Tschechien (DVD-Premiere). Am 3. Oktober 2021 wurde der Film auf dem Beyond Fest in den USA vorgestellt. Veröffentlicht wurde er zudem in Bulgarien, Kroatien, in Hongkong, Litauen, Serbien, in der Slowakei und in Vietnam. Der informelle Kurztitel in den Vereinigten Staaten lautet FvJ, der Arbeitstitel A Nightmare on Elm Street 8, alternativ A Nightmare on Elm Street  8: Freddy vs. Jason sowie A Nightmare on Friday the 13th, Friday the 13th Part XI, Friday the 13th Part XI: Freddy vs. Jason, A Nightmare on Elm Street and Friday the 13th; weitere Arbeitstitel Friday the 13th Part 11 und Friday the 13th Part 11: Freddy vs. Jason. Der Langtitel lautet Freddy Krueger Versus Jason Voorhees, alternativ Freddy versus Jason.
In Deutschland wurde der Film am 16. August 2003 auf dem Berlin Fantasy Filmfest vorgestellt und am 17. August 2003 auf dem Hamburg Fantasy Filmfest, bevor er am 20. November 2003 ins Kino kam. In Österreich wurde der Film am 21. November 2003 veröffentlicht.
Freddy vs. Jason ist mit einem Budget von 30 Millionen US-Dollar der teuerste Film beider Serien und wurde 2003 zu einem Erfolg – er spielte weltweit insgesamt rund 117 Millionen US-Dollar an den Kinokassen ein.

## Kritiken
Freddy vs. Jason erhielt ein eher schlechtes Presseecho, was sich auch in den Auswertungen US-amerikanischer Aggregatoren widerspiegelt. So erfasst Rotten Tomatoes mehrheitlich kritische Besprechungen und ordnet den Film dementsprechend als „Gammelig“ ein. Der Konsens dort besagt, dass der „Splatterfilm nach bekanntem Muster“ nur für Fans der beiden Reihen zu empfehlen sei. Laut Metacritic fallen die Bewertungen im Mittel „Grundsätzlich Ablehnend“ aus.
Nell Minow von Common Sense Media stellte fest, dies sei ein gruseliger, blutiger Albträume auslösender Slasherfilm. Im Chicago Reader empörte Brian Thomas sich, dass Regisseur Ronny Yu seine Energie verliere, sobald er zu den dummen jugendlichen Protagonisten wechsle und das Drehbuch schwelge getreu in Klischees, die so lächerlich seien, dass sie an das Territorium der Scary Movies grenzten. Im Sydney Morning Herald war Sacha Molitorisz der Meinung, der Film sei vielleicht kein Klassiker für alle Zeiten, aber er sei besser als ein Stich mit einer scharfen Klinge ins Auge. Kim Newman schrieb im Empire Magazine, der Film sei völlig bescheuert und die Einzeiler seien inzwischen einfach nur noch kitschig, aber es gebe eine Menge Blut, das die treuen Fans amüsiere, wenn nicht sogar glücklich machen würde. Debbie Lynn Elias sah das bei Behind the Lens ähnlich. Sie schrieb, obwohl Jason vs. Freddy keineswegs ein filmisches Meisterwerk sei, sei er dazu bestimmt, ein Kultklassiker und Kassenschlager zu werden.
Wilhelm Arnold vom Seattle Post-Intelligencer war der Meinung, der Film habe nichts von der gruseligen Spannung, die die ersten Friday-Filme ausgezeichnet habe, und sehr wenig von den daliesken Traumbildern der frühen Nightmare-Filme. Gezeigt werde nur eine Slam-Bang-Abfolge von ekligen Verstümmelungen, die zum Kichern animierten. Lawrence Topman schrieb im The Charlotte Observer, da es keine Spannung gebe, gehe es darum, das Abtrennen von Gliedmaßen und das Durchtrennen von Hälsen zu genießen, sich an abgehackten Fingern und ausgestochenen Augen zu erfreuen. Die Titelfiguren seien Verkörperungen des absolut Bösen, richtig? Im Hollywood Reporter stellte Michael Rechtshaffen fest, dies sei ein witzloser, exzessiver und letztlich langweiliger Gore-a-thon-Film.
Sascha Westphal schrieb in der Tageszeitung Die Welt vom 20. November 2003, dass der Film zunächst „die typischen Konventionen des Slasher-Films auf die Spitze“ treibe, sich dann aber „ganz zu einer Hommage an das japanische Monster-Kino“ entwickle. Westphal kam zu dem Schluss, dass man eine „so wunderbar selbstironische und dabei zugleich so intensive Zerstörungsorgie […] aus Hollywood seit langem nicht mehr gesehen“ habe.
Harald Peters schrieb in der Tageszeitung, dass Regisseur Ronny Yu „alle Zutaten“ in den Film gepackt habe, „die ein ordentlicher Slasherfilm braucht: die Jungfrau, die Schlampe, die bösen Jungs und auch die zünftige Orgie zwischendurch.“ Unterm Strich nannte Peters Freddy vs. Jason „eine hingerotzte, ausgemachte Sauerei“, was „natürlich [als] ein Kompliment“ zu verstehen sei.
Das Lexikon des internationalen Films sprach von einem „ebenso sinnlose[n] wie ermüdende[n] Hybrid der Horror-Serien“, „der auf oberflächliche Befriedigung durch brutalstes Achterbahnkino“ setze.

## Auszeichnungen
Golden Schmoes Awards 2003
- nominiert für den Golden Schmoes in der Kategorie
  - „Bester Horrorfilm des Jahres“
  - „Lieblingsfilm des Jahres“
  - für die „denkwürdigste Szene in einem Film“ (Ende der Schlacht)

Rondo Hatton Classic Horror Awards 2003
- nominiert für die Rondo Statuette Ronny Yu in der Kategorie „Bester Genrefilm“

World Stunt Awards 2004
- nominiert für den Taurus Award Glenn Ennis in der Kategorie „Bester Feuer-Stunt“ sowie
- Douglas Chapman und wiederum Glenn Ennis in der Kategorie „Beste Feuer-Stunts“

Fangoria Chainsaw Awards 2004
- Gewinner des Chainsaw Award Bill Terezakis in der Kategorie „Bestes Make up/Creature FX“
  - nominiert für den Chainsaw Award Robert Englund in der Kategorie Bester Schauspieler

Teen Choice Awards 2004
- nominiert für den Teen Choice Award in den Kategorien
  - „Ausgewählter Film/Thriller“ und „Ausgewählter Film, den deine Eltern dir nicht zeigen wollten“

BMI Film & TV Awards 2004
- Gewinner des BMI Film Music Awards Graeme Revell

Academy of Science Fiction, Fantasy & Horror Films, USA 2004
- nominiert für den Cinescape Genre Face of the Future Award Jason Ritter
- nominiert für den Saturn Award in der Kategorie „Bester Horror-Film“